# Eskild Dall
 Eskild Munk Dall (Aalborg, 8 januari 2003) is een Deens voetballer die als aanvaller voor Jong Ajax speelt.

## Clubcarrière

### Ajax
Eskild Dall speelde in de jeugd van Silkeborg IF voordat hij de overstap maakte naar de jeugdopleiding van Ajax. Op 7 december 2020 zat Dall voor het eerst bij de wedstrijdselectie van Jong Ajax, hij viel echter niet in.

### Verhuur aan Aarhus GF
Op 27 januari 2022 werd bekend dat Ajax Dall voor een half seizoen verhuurde aan Aarhus GF. In dienst van Aarhus maakte Dall op 10 april 2022 zijn debuut in het betaalde voetbal in de met 2-2 gelijkgespeelde wedstrijd tegen FC Nordsjælland.

## Clubstatistieken

### Beloften
| Seizoen         | Club            | Competitie      | Competitie | Competitie | Beker | Beker | Internationaal | Internationaal | Totaal | Totaal |
| Seizoen         | Club            | Competitie      | Wed.       | Dlp.       | Wed.  | Dlp.  | Wed.           | Dlp.           | Wed.   | Dlp.   |
| --------------- | --------------- | --------------- | ---------- | ---------- | ----- | ----- | -------------- | -------------- | ------ | ------ |
| 2020/21         | Jong Ajax       | Eerste divisie  | 0          | 0          | 0     | 0     | —              | —              | 0      | 0      |
| Club totaal     | Club totaal     | Club totaal     | 0          | 0          | 0     | 0     | 0              | 0              | 0      | 0      |
| Carrière totaal | Carrière totaal | Carrière totaal | 0          | 0          | 0     | 0     | 0              | 0              | 0      | 0      |

Bijgewerkt op 28 juni 2022.

### Senioren
| Seizoen         | Club            | Competitie      | Competitie | Competitie | Beker | Beker | Internationaal | Internationaal | Overig | Overig | Totaal | Totaal |
| Seizoen         | Club            | Competitie      | Wed.       | Dlp.       | Wed.  | Dlp.  | Wed.           | Dlp.           | Wed.   | Dlp.   | Wed.   | Dlp.   |
| --------------- | --------------- | --------------- | ---------- | ---------- | ----- | ----- | -------------- | -------------- | ------ | ------ | ------ | ------ |
| 2021/22         | → Aarhus GF     | Superligaen     | 1          | 0          | 0     | 0     | 0              | 0              | 0      | 0      | 1      | 0      |
| Club totaal     | Club totaal     | Club totaal     | 1          | 0          | 0     | 0     | 0              | 0              | 0      | 0      | 1      | 0      |
| Carrière totaal | Carrière totaal | Carrière totaal | 1          | 0          | 0     | 0     | 0              | 0              | 0      | 0      | 1      | 0      |

Bijgewerkt tot en met 28 juni 2022